# Astragalus schmalhausenii
Astragalus schmalhausenii är en ärtväxtart som beskrevs av Aleksandr Andrejevitj Bunge. Astragalus schmalhausenii ingår i släktet vedlar, och familjen ärtväxter. Inga underarter finns listade i Catalogue of Life.